# Zaoziorni (volcà)
Zaoziorni és un volcà en escut que es troba a Kamtxatka, Rússia. Es troba a la serralada Sredinni, a uns 30 km al NE del volcà Alnei-Txaixakondja i a uns 8 km al nord-oest del llac Dvukhiurtotxnoie. El cim s'eleva fins als 1.349 msnm i la darrera erupció va tenir lloc durant el Plistocè.